# Quailey’s Hill Memorial

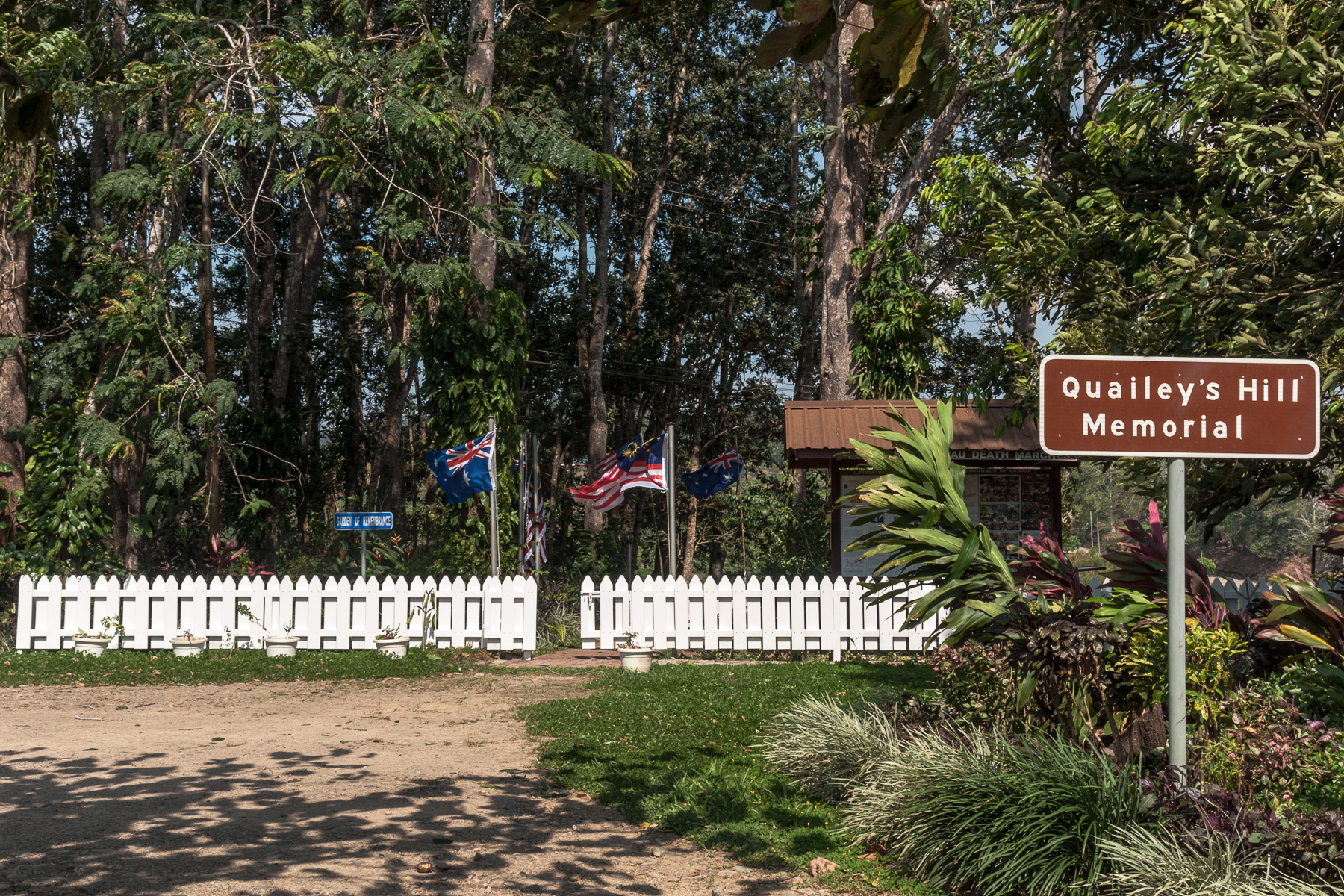
Quailey’s Hill Memorial

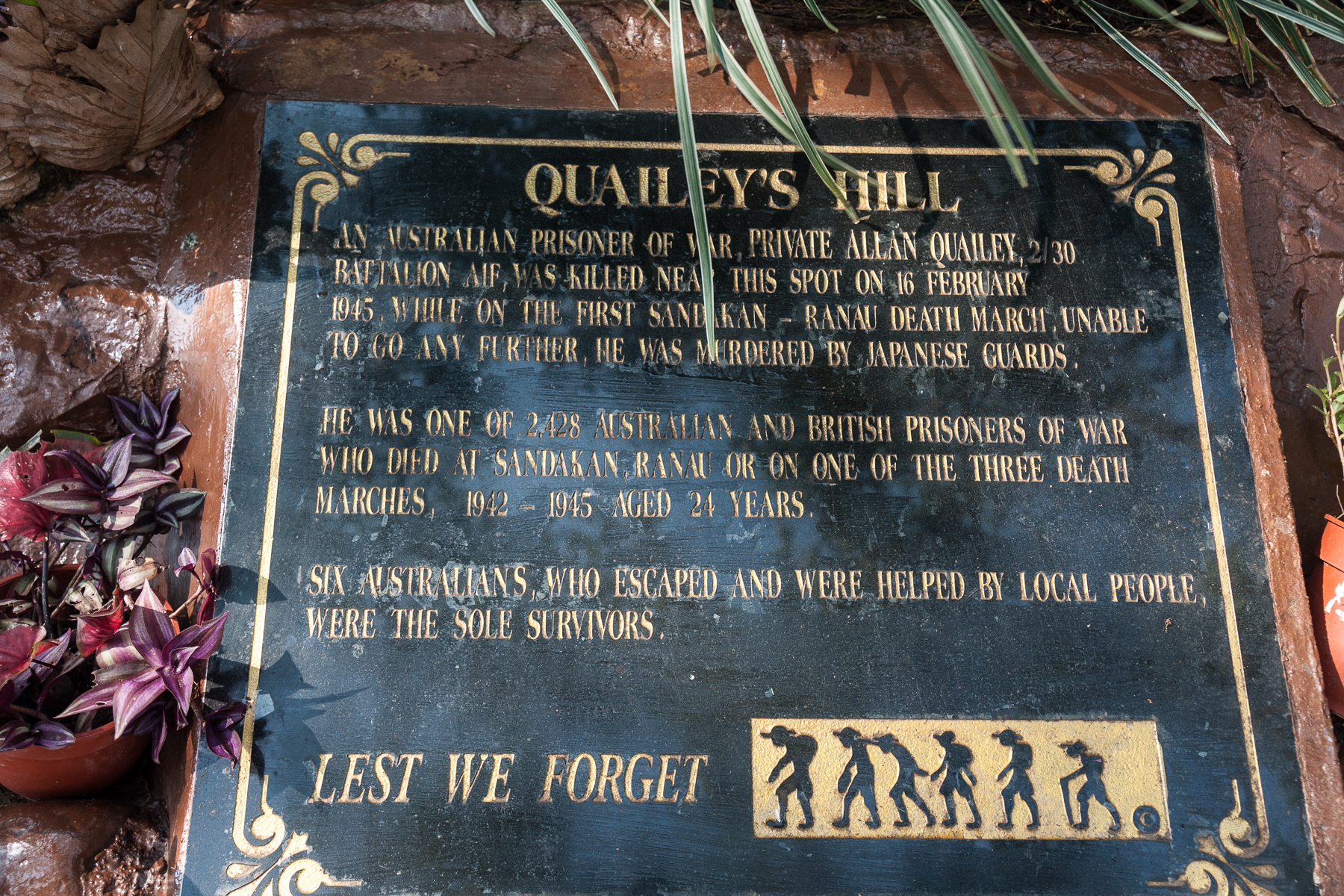
Der Gedenkstein

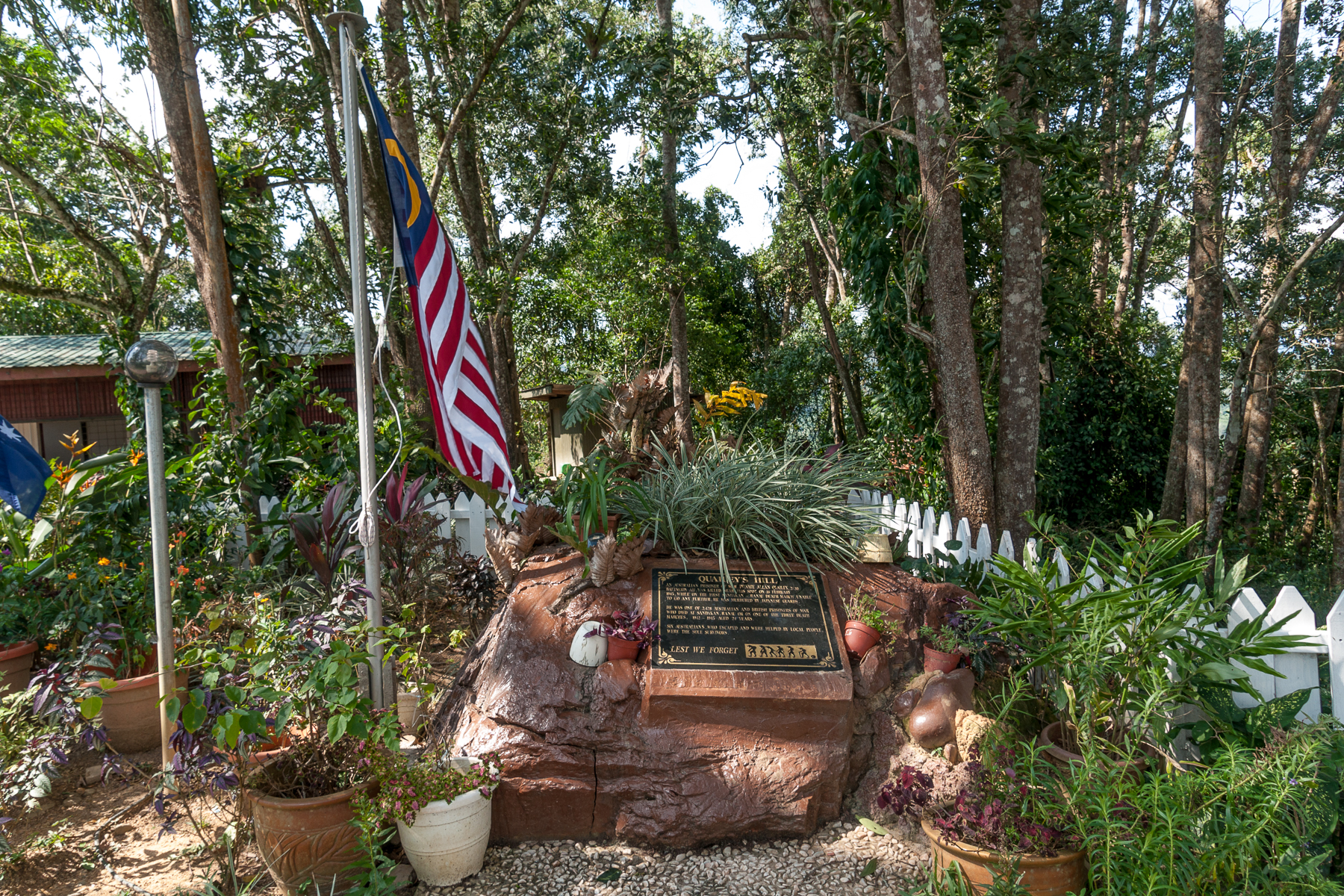
Quailey’s Hill Memorial

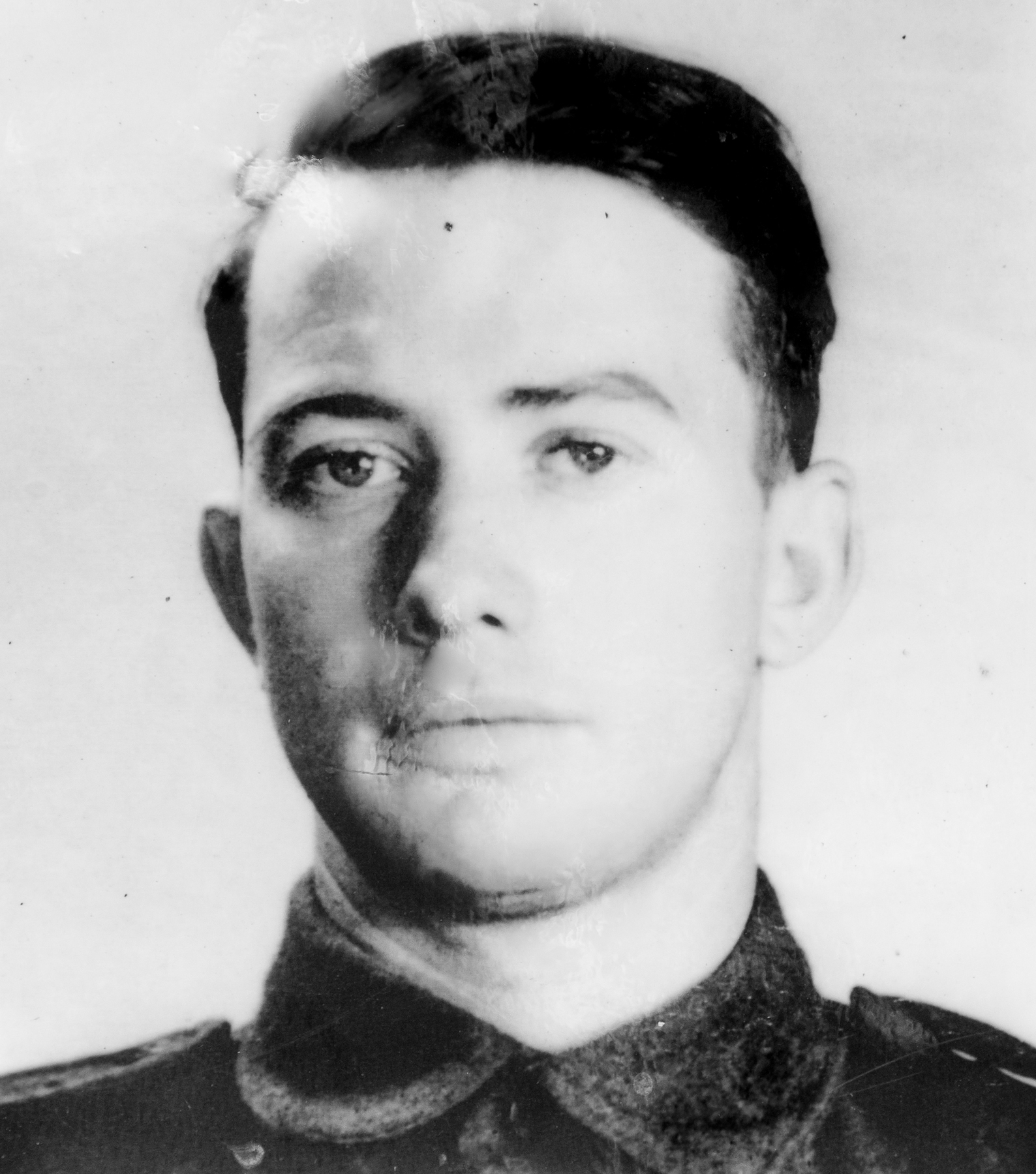
Allan Quailey, 1920–1945

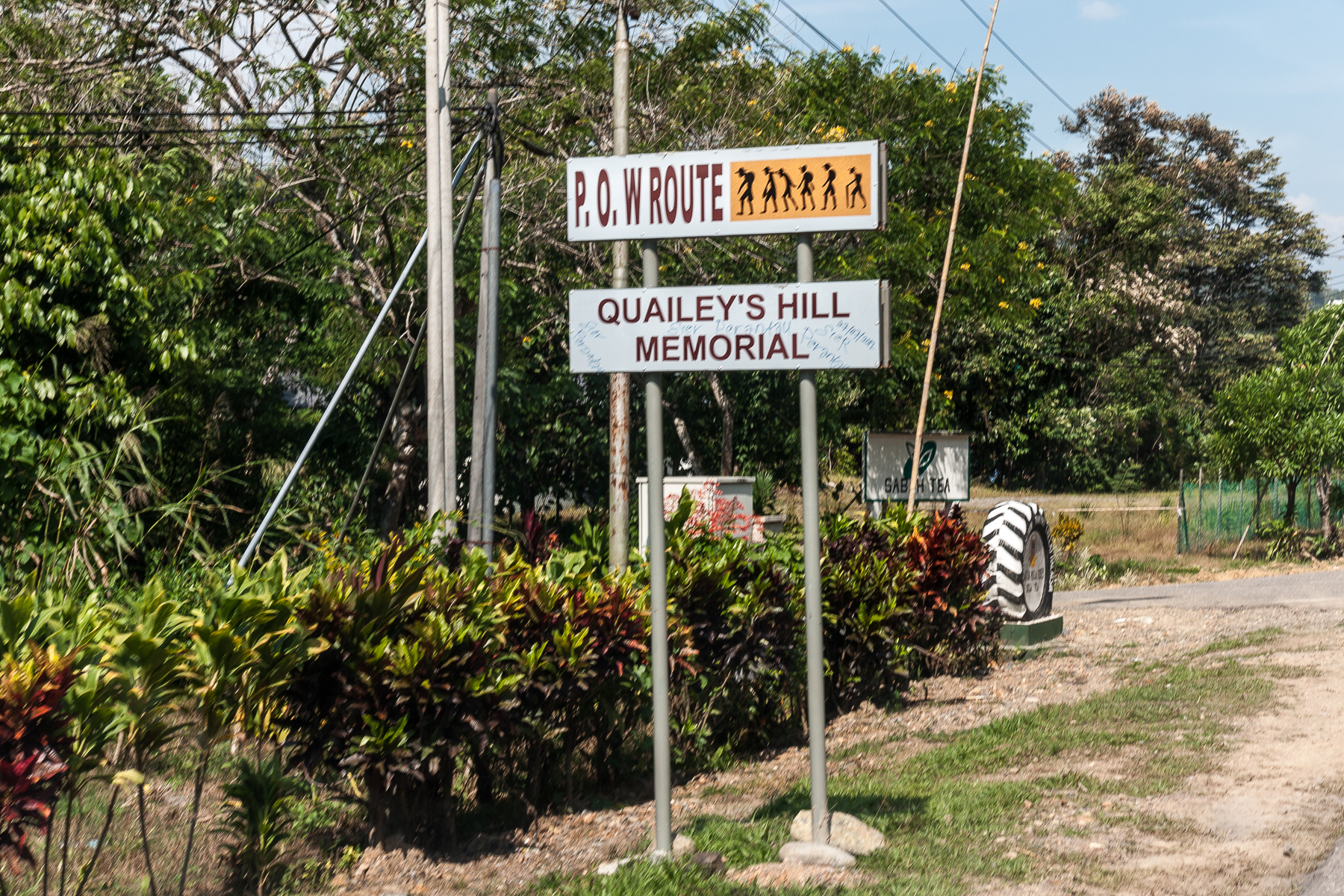
Markierung der Todesmarschroute

Das Quailey’s Hill Memorial ist ein Mahnmal im Distrikt Ranau im malaysischen Bundesstaat Sabah, das an die Ermordung des australischen Kriegsgefangenen Allan Quailey erinnert, der am 16. Februar 1945 während des ersten der Todesmärsche von Sandakan von japanischen Soldaten ermordet wurde.

## Beschreibung
Die Gedenkstätte befindet sich auf einem Hügel etwa sieben Kilometer östlich von Sabah innerhalb der Teeplantage von Sabah Tea Bhd. Das Gelände und die Gedenkstätte sind für die Öffentlichkeit zugänglich.
Das Denkmal befindet sich innerhalb eines mit einem weißen Zaun abgegrenzten baumbestandenen Geländes von etwa 100 m² Fläche. Ein Gedenkstein in Granit zeigt in englischer Sprache folgende Inschrift:
| QUAILEY’S HILL An Australian Prisoner of War, Private Allan Quailey, 2/30 Battalion AIF, Was Killed Near This Spot On 16 February 1945, While On The First Sandakan-Ranau Death March. Unable To Go Any Further, He Was Murdered By Japanese Guards. He Was One Of The 2.428 Australian And British Prisoners Of War Who Died At Sandakan, Ranau Or On One Of The Three Death Marches, 1942–1945 Aged 24 Years. Six Australians, Who Escaped And Were Helped By Local People, Were The Sole Survivors LEST WE FORGET |

## Allan Quailey
Allan Clarence Quailey wurde am 8. November 1920 in Lismore, New South Wales, Australien, geboren. Am 5. August 1941 trat er als Kriegsfreiwilliger in die Australian Imperial Force ein und wurde dem 2/30th Australian Infantry Battalion zugeteilt. Mit der 8. Division segelte er nach Malaya und wurde beim Fall Singapurs am 15. Februar 1942 zusammen mit 15.000 anderen Australiern als Gefangener ins Kriegsgefangenenlager Changi verbracht. Im Juli 1942 war er unter den 1.500 Australiern, die an Bord der SS Yubi Maru nach Sandakan verlegt wurden. Am 31. Januar 1945 wurde er mit weiteren Kriegsgefangenen als „Gruppe 3“ auf den ersten der drei Todesmärsche geschickt.
Am 15. Februar hatte sich die Gruppe dem Ziel in Ranau bis auf zwölf Meilen genähert und schlug in der Nähe von Kampung Nalapak das Nachtlager auf. Ihrer kargen Essensration fügten sie wilden Tapioka, Süßkartoffeln, Farnspitzen und eine große Melone bei, die sie unterwegs gefunden hatten. Sie wussten nicht, dass die Melone wegen ihrer Bitterstoffe für den Menschen ungenießbar war. Als das Essen fertig war, konnte keiner der Gruppe auch nur einen Bissen hinunterwürgen. Am nächsten Tag bemerkten seine Kameraden, dass Quaileys Überlebenswille erloschen war. Auf einem Hügel angekommen, weigerte er sich, weiterzugehen; wohl wissend, dass die japanischen Wachen den Befehl hatten, jeden, der nicht mehr mithalten konnte, zu töten. Kurz darauf wurde er von den Japanern, die das Schlusslicht der Gruppe bildeten, getötet.
Quaileys sterbliche Überreste wurden kurz nach Kriegsende zusammen mit anderen Leichnamen auf die Kriegsgräberstätte in Labuan gebracht und dort als „unbekannter Soldat“ bestattet. Erst 1999 wurde seine Identität geklärt und die Platte mit der Inschrift Known unto God durch einen persönlichen Grabstein ersetzt.

## Geschichte der Gedenkstätte
Im Jahr 2005 spürte die australische Historikerin Lynette Silver zusammen mit dem einheimischen Trekkingexperten Tham Yau Kong die originale Route der Todesmärsche von Sandakan auf. Dabei entdeckten sie, dass ein Teil der alten Marschroute durch das Gebiet führte, das heute von der Sabah Tea Plantation bewirtschaftet wird. Anhand von Weltkriegsdokumenten konnten sie den Platz identifizieren, an dem der Soldat Allan Quailey im Februar 1945 ermordet wurde und schlugen vor, den Platz zu seinem Gedächtnis in „Quailey’s Hill“ umzubenennen. Die Geschäftsleitung der Teeplantage stimmte dem Vorschlag zu und erklärte sich auch bereit, ein Denkmal mit einer Granitplatte aufzustellen, das die näheren Umstände von Quaileys Tod erläuterte.
Am 14. Juli 2007 wurde das Denkmal im Rahmen einer Zeremonie durch Datuk Masidi Manjun (Minister für Tourismus, Kultur und Umwelt), Senatorin Anne McEwen (Senatorin für Südaustralien), Lynette Silver und Goh Mung Chwee (Geschäftsführer von Sabah Tea) eingeweiht.

## P.O.W. Route
Das Quailey’s Hill Memorial ist eine Station auf der „P.O.W. Route“, auf der die Kriegsgefangenen während der drei Todesmärsche im Gelände marschierten. Die Route beginnt in Sandakan und endet am „Last Camp“ bei Ranau. Die Stationen der Strecke sind mit einem Schild markiert.